# José Ituarte Moscardó
José Ituarte Moscardó (ur. 26 października 1878 w Madrycie, zm. 12 kwietnia 1956 tamże) – hiszpański generał, uczestnik hiszpańskiej wojny domowej, bohater frankistowskiej Hiszpanii. 

## Życiorys
W hiszpańskiej wojnie domowej (1936–1939), w randze pułkownika, był dowódcą obrony Alkazaru w Toledo. Przez ponad dwa miesiące, od 22 lipca do 27 września 1936, dowodząc 1200 obrońcami, powstrzymywał ataki ponad dziesięciokrotnie liczniejszych oddziałów republikańskich. Odmówił poddania twierdzy w sytuacji, gdy dowódca milicji republikańskiej w Toledo Candido Cabello zagroził zamordowaniem jego 24-letniego syna Luisa znajdującego się w niewoli. Syn pułkownika Moscardó został wkrótce potem zamordowany przez republikanów. Niewolę przetrwali: żona pułkownika i jego najmłodszy, 16-letni syn Carmelo, którzy z więzienia z pomocą jednego z anarchistów dostali się do szpitala psychiatrycznego. Doczekali tam nadejścia wojsk frankistowskich. W czasie wojny zginął także najstarszy syn generała, Pepe, aresztowany i rozstrzelany w Barcelonie. Za obronę Toledo Moscardó został awansowany przez Franco na generała. 
Po wojnie domowej sprawował liczne funkcje w rządzie i Falandze, m.in. był prezydentem Hiszpańskiego Komitetu Olimpijskiego od 1941 do swojej śmierci w 1956.
Dla zwolenników Franco José Moscardó stał się symbolem męstwa i oddania sprawie, a jednocześnie los jego syna symbolizował dla nich zezwierzęcenie republikanów hiszpańskich. Oba te aspekty często poruszała propaganda frankistowska.